# Juantxo Villarreal
Juan Villarreal Olazabal, bekannt als Juantxo Villarreal (* 4. September 1947 in Errenteria) ist ein ehemaliger spanischer Handballspieler und Handballtrainer.

## Karriere
Villarreal begann als Spieler bei Ereintza in seiner Heimatstadt und spielte während seines Militärdienstes für mehrere andere Vereine in Gipuzkoa und der Hípica de Zaragoza, hörte aber mit dem Handball auf, als er im Alter von 25 Jahren die Trainerlizenz für die nationale Ebene erlangte.
Von 1975 bis 1997 trainierte er die erste Männermannschaft von Bidasoa Irún. Mit Bidasoa stieg er in seiner ersten Spielzeit aus der ersten spanischen Liga ab, kehrte aber nach einer Saison wieder in die División de Honor zurück. In der Saison 1986/87 führte er Irún zur spanischen Meisterschaft, dem ersten Titel der Vereinsgeschichte. In der nationalen Liga wurde man 1988/89, 1989/90 und 1993/94 Vizemeister, 1994/95 gelang der zweite Meisterschaftsgewinn. In der Copa del Rey unterlag er mit der Mannschaft 1982/83, 1987/88 und 1989/90 im Finale, 1990/91 gewann man erstmals den Königspokal. Nach einer weiteren Finalniederlage 1992/93 errang man den Pokal 1995/96 zum zweiten Mal. In der Copa ASOBAL verlor Irún das Finale 1991/92, ehe man ein Jahr darauf triumphierte. Die Supercopa de España konnte Bidasoa nach drei Niederlagen 1987/88, 1988/89 und 1993/94 in der Saison 1995/96 erstmals gewinnen. 1996/97 folgte eine weitere Niederlage.
Im Europapokal der Landesmeister 1987/88 und im Europapokal der Pokalsieger 1988/89 scheiterte man jeweils erst im Halbfinale am TUSEM Essen. Im Europapokal der Pokalsieger 1990/91 unterlag Irún in den Finalspielen dem TSV Milbertshofen. Im Europapokal der Pokalsieger 1991/92 scheiterte man im Achtelfinale am späteren Pokalsieger Bramac Veszprém. Bei der ersten Austragung des EHF-Pokals schied Bidasoa im Halbfinale 1993/94 am späteren Sieger CB Alzira aus. Da Irún 1993/94 hinter dem EHF-Champions-League-Sieger TEKA Santander Vizemeister geworden war, durfte die Mannschaft an der EHF Champions League 1994/95 teilnehmen. Dort bezwang man SKA Kiew und Iskra Kielce, setzte sich in der Gruppenphase gegen den THW Kiel, OM Vitrolles und Dukla Prag durch und besiegte in den Finalspielen Badel 1862 Zagreb. Ein Jahr darauf führte Villarreal seine Mannschaft erneut in die Finalrunde, wo der FC Barcelona die Oberhand behielt. Im Europapokal der Pokalsieger 1996/97 setzte sich Irún in den Finalspielen gegen Veszprém durch und gewann seinen zweiten und letzten Europapokal.
Nach 22 Jahren verließ Villarreal Bidasoa Irún im Sommer 1997 und übernahm in der Folge auch keinen weiteren Verein mehr.